# Рогачов (Ровненская область)
Рогачов (укр. Рогачів) — село в Городокской сельской общине Ровненского района Ровненской области Украины.
Население по переписи 2001 года составляло 332 человека. Почтовый индекс — 35330. Телефонный код — 362. Код КОАТУУ — 5624681105.